# Pérdidas por inserción
Las pérdidas por inserción en telecomunicaciones son las pérdidas de potencia de señal debido a la inserción de un dispositivo en una línea de transmisión o fibra óptica y se expresa normalmente en decibelios (dB). Las pérdidas por inserción son una medida de atenuación debida a la inserción de un dispositivo en el "camino" de la señal. La atenuación es un concepto más general que puede tener como causas malas adaptaciones entre fuente de señal, línea de transmisión y carga.
Si la potencia transmitida a la carga antes de la inserción es PT y la potencia recibida por la carga después de la inserción es PR, entonces las pérdidas de inserción en dB se calculan como,
{\displaystyle 10\log _{10}{P_{\mathrm {T} } \over P_{\mathrm {R} }}}
La potencia es atenuada en sistemas con conductores metálicos en forma de pérdidas por radiación y pérdidas resistivas en el conductor, así como pérdidas en los dieléctricos. Las terminaciones de las líneas tienen un papel muy importante en las pérdidas de inserción, ya que de lo bien adaptada que esté la carga, se producirán mayor o menor número de reflexiones de la señal. Todos estos efectos pueden ser modelados conceptualmente.
- Datos: Q947396